# Dragon Ball - La bella addormentata a Castel Demonio
Dragon Ball - La bella addormentata a Castel Demonio (魔神城のねむり姫?, Majin-jō no Nemuri Hime, lett. "La principessa addormentata nel castello del demonio") è un film d'animazione del 1987 diretto da Daisuke Nishio e Minoru Okazaki.
Si tratta del secondo film basato sulla serie Dragon Ball, proiettato in Giappone per la prima volta al Toei Manga Festival il 18 luglio 1987 e pubblicato in Italia nel 1996 da Dynamic Italia in VHS. Fu ridoppiato da Mediaset e trasmesso su Italia 1 nel 2001 accorpato al primo film Dragon Ball - La leggenda delle sette sfere, con il titolo La leggenda di Dragon Ball. È stato distribuito anche col titolo Dragon Ball - La bella addormentata nel castello dei misteri.

## Trama
Il film è ambientato in un universo alternativo agli eventi della storia originale e prende piede poco prima dell'allenamento di Goku e Crilin dal maestro Muten.
Goku si reca dal Maestro Muten per chiedergli di allenarlo, ma contemporaneamente sull'isola dell'anziano fa il suo arrivo un altro giovane di nome Crilin che desidera prendere lezioni dal grande maestro. Muten propone ai due una sfida, il primo di loro che porterà al maestro la "Bella Addormentata", una bellissima ragazza prigioniera a Castel Demonio, un luogo che si trova nei pressi della Mano della Morte (una catena montuosa formata da cinque montagne), diventerà il suo nuovo pupillo. I due accettano la sfida e Muten impone a Goku di non usare la Nuvola d'Oro perché sarebbe per lui troppo vantaggioso; Goku e Crilin iniziano il viaggio e dopo essere partiti Muten si mette a ridere, facendo intuire che la sua storia fosse solo una bugia e che i due ragazzi siano stati vittima di uno scherzo dell'anziano per toglierseli di torno.
Bulma, Yamcha, Olong e Pual pensano di far visita a Goku sapendo che si è recato all'isola del maestro Muten: quest'ultimo spiega che Goku si è recato a Castel Demonio e per evitare problemi fa credere loro che si tratti di un parco divertimenti. I suoi amici decidono così di raggiungerlo con il loro jet. Intanto Goku e Crilin fanno a gara a chi arriva per primo e nonostante le scorrettezze di Crilin, Goku riesce a stare al suo passo; i due raggiungono la catena montuosa e trovano l'entrata per arrivare a Castel Demonio. Pure Yamcha, Olong, Pual e Bulma arrivato sul posto ma il loro veicolo viene dirottato da due demoni e dunque si schianta. Yamcha, Olong e Pual si salvano mentre Bulma viene rapita dai mostri. Appena entrati nella struttura Goku e Crilin vengono attaccati da una schiera di demoni, i due ragazzi mettono da parte le loro divergenze ed uniscono le forze per affrontare i nemici riuscendo a sconfiggerli. Dopo essersi svegliata Bulma incontra Lucifero, il capo dei demoni, il quale si presenta come un raffinato uomo in abiti da sera eleganti: visto che la ragazza crede ancora che Castel Demonio sia un parco divertimenti e che i demoni che hanno attaccato il jet fossero solo un'attrazione che era sfuggita di mano, Lucifero decide di stare al gioco e di invitare Bulma a cena per scusarsi dell'"incidente". La ragazza, rapita dal fascino del demone, accetta l'invito.
Bulma scopre ben presto che Castel Demonio è tutt'altro che un'attrazione e che la sua vita è in pericolo. Yamcha, Pual e Olong la raggiungono per salvarla, contemporaneamente a Goku e Crilin che cercano anche loro di intervenire; intanto una misteriosa ragazza dai capelli biondi fa il suo arrivo, Lunch, una ladra che si è intrufolata a Castel Demonio per rubare la "Bella Addormentata", infatti essa non è una ragazza come molti erroneamente credevano ma un diamante. Lunch riesce con scaltrezza a rubarlo ma sul più bello starnutisce e stranamente i suoi capelli diventano blu mentre la sua personalità cambia radicalmente, passando da aggressiva a totalmente docile, addirittura non si ricorda nemmeno cosa ci faccia lì. Goku entra così in possesso del diamante, ma Lucifero cogliendo Crilin di sorpresa lo prende in ostaggio e minaccia di ucciderlo se Goku non gli avesse riconsegnato il diamante; non vedendo un altro modo per salvare la vita di Crilin, Goku restituisce la gemma e i demoni catturano tutto il gruppo.
Il piano di Lucifero viene finalmente svelato: il diamante è un magico artefatto in grado di sprigionare un'immensa energia per alimentare un potentissimo cannone demoniaco col quale poter distruggere il Sole, in quanto la sua luce ha sempre impedito ai demoni di abbandonare la "Mano della Morte" e di spadroneggiare sulla Terra; per attivare il diamante è necessario il sacrificio di una bella e giovane ragazza, in questo caso Bulma. Ancora prigionieri, Goku e i suoi amici sembrano essere alla strette quando per puro caso Goku, osservando la luna piena, si trasforma in uno scimmione liberando così i suoi amici dalla loro prigionia. Lucifero si sta apprestando a sparare il colpo energetico per spazzare via il Sole ma viene interrotto da Goku, totalmente fuori controllo, che semina il panico fra i demoni; Pual si trasforma in un paio di forbici e taglia la coda a Goku facendolo tornare normale. Goku, Yamcha e Crilin affrontano i demoni in combattimento e liberano Bulma, tuttavia Lucifero riesce ad attivare all'ultimo il raggio energetico contro il Sole ma viene prontamente intercettato da Goku, che gli lancia contro una kamehameha: per scansarsi, Lucifero espone le fondamenta del cannone all'attacco energetico che inevitabilmente crollano, con conseguente reindirizzamento del laser. In questo modo il colpo non raggiunge più il Sole ma investe in pieno Lucifero che finisce inevitabilmente polverizzato. Il gruppo riesce così a tornare a casa dopo aver sventato una grave minaccia per la Terra.
Il film si conclude con Goku e Crilin che portano Lunch nell'isola del Maestro Muten, non sapendo dove altro portarla, e Muten crede erroneamente che lei sia la bella addormentata, decidendo così di prendere sia Goku che Crilin come suoi allievi.

## Personaggi

### Nuovi personaggi
Lucifero (ルシフェル?, Rushiferu)
Un vampiro residente a Castel Demonio e il principale antagonista del film. Desidera invadere la Terra con le sue orde di demoni e gettarla nell'oscurità eterna. Viene sconfitto da Goku.
Igor (執事?, Shitsuji)
Uno dei servitori di Lucifero, e l'unico tra loro a non essere un demone. Viene sconfitto da Yamcha.
Gustle (ガステル?, Gasuteru)
Uno dei servitori di Lucifero, comanda le sue legioni di demoni. Affronta Goku e Crilin, che lo attirano in una grotta e lo fanno mangiare da un mostro.

## Colonna sonora

### Sigle

#### Giapponesi
Iniziale
"魔訶不思議アドベンチャー" (Makafushigi Adobenchā?)
Testo: Yuriko Mori
Musica: Takeshi Ike
Arrangiamento: Kōhei Tanaka
Cantante: Hiroki Takahashi
Finale
"ロマンティックあげるよ" (Romantikku Ageru Yo?)
Testo: Takemi Yoshida
Musica: Takeshi Ike
Arrangiamento: Kōhei Tanaka
Cantante: Ushio Hashimoto

#### Italiane
- Sigle originali, usate nella trasmissione su Rai 2 e in home-video
- Dragon Ball di Giorgio Vanni, usata nella prima trasmissione televisiva su Italia 1 (accorpata al primo film) sia in apertura che in chiusura

## Produzione

### Animatori chiave
| Animatore            | Affiliazione      | Cut confermati |
| -------------------- | ----------------- | -------------- |
| Takeo Ide            | Toei Animation    | ✓              |
| Katsuyoshi Nakatsuru | Toei Animation    | ✓              |
| Yukio Ebisawa        | Studio Live       | ✓              |
| Taichiro Ohara       | Last House        | ✗              |
| Masayuki Uchiyama    | Last House        | ✓              |
| Tomekichi Takeuchi   | Seigasha          | ✓              |
| Masahiro Shimanuki   | Seigasha          | ✓              |
| Masako Misumi        | Seigasha          | ✓              |
| Yasuyuki Shimizu     | Studio Junio      | ✓              |
| Sonomi Aramaki       | Studio Junio      | ✗              |
| Teruhisa Ryū         | Shindō Production | ✗              |
| Katsumi Aoshima      | Freelance         | ✓              |

Questo film vede la partecipazione degli stessi animatori che erano contemporaneamente impegnati nella realizzazione della serie televisiva di Dragon Ball. La maggior parte dell'azione è stata svolta da Yukio Ebisawa, il rappresentante principale dello Studio Live.
L'output dell'animatore freelance Katsumi Aoshima è più interessante da osservare se confrontato con le sue creazioni per l'anime televisivo. Ciò è dovuto al fatto che ha partecipato a questa produzione con più artisti, mentre nella serie era solito animare interi episodi completamente da solo; si è occupato della parte di Goku che salva Crilin sulla Nuvola Kinton.

### Direzione artistica
Secondo i titoli di coda del film, la direzione artistica è stata a cura di Iwamitsu Itō, noto per aver guidato il team degli sfondi nei primi episodi di Dragon Ball (14, 16, 19, 21, 23, 25, 27, 29, 31, 33, 35, 37, 39, 47, 49, 51, 66).
Tuttavia, tramite il numero di luglio 1987 della rivista di animazione Animage (fonte), si specifica che, in realtà, l'assistente direttore artistico Hiromitsu Shiozaki è stato dietro alla realizzazione della maggior parte dei fondali del film, in particolare quelli all'interno del castello.
Iwamitsu Ito era già indaffarato con la supervisione degli sfondi della serie televisiva, ma rimase comunque coinvolto fornendo indicazioni dettagliate a Shiozaki e apportando eventuali aggiustamenti su come utilizzare al meglio i colori.

## Distribuzione

### Titoli
- Giappone: 魔神城のねむり姫 (Majin-Jō No Nemuri Hime?)
- Italia:
  - Dragon Ball: La bella addormentata a Castel Demonio (VHS e trasmissione su Rai 2)
  - La leggenda di Dragon Ball (prima trasmissione su Italia 1, accorpato col primo film[2])
  - Dragon Ball: La bella addormentata nel castello dei misteri (trasmissioni su Italia 1 e DVD)
- Spagna: Dragon Ball: La bella durmiente en el castillo del mal
- Francia: Dragon Ball: Le château du démon
- Germania: Dragonball: Das Schloss der Dämonen
- Arabia Saudita: 2المغامر كوغو ج‎

### Edizioni home video
Il film è stato distribuito in VHS da Dynamic Italia col primo doppiaggio e successivamente in DVD col doppiaggio di Mediaset.